# Жиффар, Анри
Анри́ Жиффа́р (фр. Henri Giffard), при рождении Батист Жюль Анри Жак Жиффар (Baptiste Jules Henri Jacques Giffard; 8 февраля 1825 года, Париж — 15 апреля 1882 года, там же) — французский изобретатель. Создал первый в мире дирижабль с паровым двигателем. Изобрёл струйный инжектор для паровых котлов.

## Изобретения

### Дирижабль с паровым двигателем
В 1852 году Анри Жиффар построил аэростат сигаровидной формы, длиной 44 м и диаметром 12 м, вмещавший 2500 м³ газа и снабжённый воздушным винтом, который приводился во вращение паровой машиной мощностью в 3 л. с. (2,2 кВт). Масса самой машины составляла 50 кг, а вместе с котлом — 150 кг, таким образом удельная масса двигателя составляла 50 кг/л. с. или 68 кг/кВт. Для придания аппарату устойчивости и управления его курсом был предусмотрен особый руль-парус.

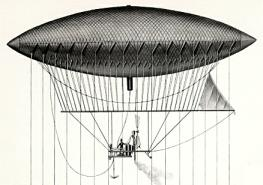
Первый дирижабль Жиффара

На этом управляемом аэростате (дирижабле) Жиффар поднялся 24 сентября 1852 г. с парижского ипподрома. Довольно сильный ветер, по его собственным словам, препятствовал поступательному движению аэростата (так как располагаемой мощности машины не хватало для его преодоления), однако ему удалось выполнить повороты и боковые движения с помощью винта и руля. Затем изобретатель поднялся на своём аппарате на высоту около 1800 м, где смог передвигаться горизонтально и благополучно спустился на землю вблизи г. Трапп (фр. Trappes).
Таким образом, Анри Жиффар стал первым в истории человеком, которому удалось совершить полёт на аэростате с помощью парового двигателя.
В 1855 году Анри Жиффар, совместно с Г. Ионом, предпринял полёт на построенном им новом дирижабле ёмкостью 3700 м³ при длине 70 м и наибольшем поперечнике 10 м, снабжённый более мощным двигателем (так же — паровым). Во время полёта оболочка дирижабля из-за конструктивных недостатков начала выскальзывать из сетки, к которой была прикреплена гондола, однако воздухоплавателям удалось опуститься на землю до того, как оболочка окончательно отделилась.
В дальнейшем Жиффар приступил к разработке проекта дирижабля ёмкостью в 220000 м³ при длине 600 м. Его скорость, по расчётам автора, должна была составлять до 72 км/ч. Паровая машина должна была питаться от двух котлов, топливом для одного из которых служил керосин, а для другого — газ из оболочки дирижабля. В процессе работы над двигателем для нового дирижабля Анри Жиффар изобрёл паровой инжектор, получивший впоследствии широкое распространение в промышленности. Благодаря этому изобретению Жиффар смог заработать значительное состояние. Однако обстоятельства (в частности, ухудшившееся зрение) воспрепятствовали реализации проекта громадного дирижабля.
К. Э. Циолковский, спустя почти 80 лет, в 1933 году, предложил усовершенствования дирижабля Жиффара в статье «Дирижабль, стратоплан и звездолёт как три ступени величайших достижений СССР».

## Смерть
15 апреля 1882 года Анри Жиффар покончил с собой из-за наступающей слепоты, отравившись хлороформом.